# Закс, Мельхиор
Иоганн Мельхиор Эрнст Закс (нем. Johann Melchior Ernst Sachs, в старых русских источниках Сакс; 28 февраля 1843, Миттельзинн — 18 мая 1917) — немецкий композитор и музыкальный теоретик.
Окончил учительскую семинарию в Альтдорфе, в 1861—1863 гг. преподавал в начальной школе. Затем учился в Мюнхенской высшей школе музыки, в том числе у Йозефа Райнбергера. В 1871—1910 гг. преподавал гармонию там же (среди его учеников, в частности, Вальтер Абендрот). На рубеже 1860—1870-х гг. руководил несколькими мюнхенскими хоровыми коллективами.
Автор оперы «Палестрина» (1886, Регенсбург), многочастного сценического действа «Каинов грех и его искупление» (нем. Kains Schuld und ihre Sühne; 1896, на собственный текст), рассчитанного на представление в течение семи вечеров, но так никогда и не представленного публике полностью, оркестровых, хоровых, вокальных и фортепианных пьес.
Как теоретик выступал за хроматическую реформу в музыкальной теории; в этом качестве Закс вместе со своими единомышленниками Альбертом Ханом и Генрихом Винцентом стал адресатом резкой полемики со стороны Хуго Римана, назвавшего их в своей работе «Музыкальный синтаксис» «социал-демократами» (ярлык весьма неприятный и опасный в бисмарковской Германии).